# Bruce C. McKenna
Bruce C. McKenna é um escritor de cinema e televisão. Ele escreveu o sexto episódio da série Band of Brothers, intitulada "Bastogne", e atualmente está adaptando o romance Rendezvous with Rama de Arthur C. Clarke. Ele também está escrevendo o roteiro de The Hands of Shang-Chi e também a minissérie The Pacific, dos mesmos criadores de Band Of Brothers.
McKenna, é nativo de Englewood, Nova Jersey, graduou-se na Dwight-Englewood School em 1980 e na Wesleyan University em 1984.

## Ligações Externas
Bruce C. McKenna. no IMDb.